# 安哥拉解放人民武装力量
安哥拉解放人民武装力量（葡萄牙語：Forças Armadas Populares de Libertação de Angola，缩写为FAPLA）成立于1974年，最初是安哥拉人民解放运动的武装力量，后在1975年—1993年成为安哥拉的政府军。
该部队的前身是1956年安哥拉人民解放运动建立的准军事组织“安哥拉人民解放军”。
从1970年代起，该部队与南非国防军和争取安哥拉彻底独立全国联盟/安哥拉解放武装力量持续交战，这些冲突是安哥拉内战和南非边境战争的一部分，包括“萨凡纳行动”（1975年—1976年）和“怀疑论者行动”（1980年）。1987年—1988年，该部队参加了奎托夸纳瓦莱战役，它是第二次世界大战后非洲规模最大的地面戰。
在1991年安哥拉内战各方签署关于结束内战的《比塞斯协议》后，该部队于1993年改组为安哥拉武装力量，并吸纳争取安哥拉彻底独立全国联盟/安哥拉解放武装力量的成员。